# Empis jacobsoni
Empis jacobsoni är en tvåvingeart som beskrevs av Meijere 1907. Empis jacobsoni ingår i släktet Empis och familjen dansflugor. Inga underarter finns listade i Catalogue of Life.